# Ježdovec
Ježdovec is een plaats in de gemeente Zagreb in de Kroatische provincie Stad Zagreb. De plaats telt 1.171 inwoners (2001).